# Schneidezahn

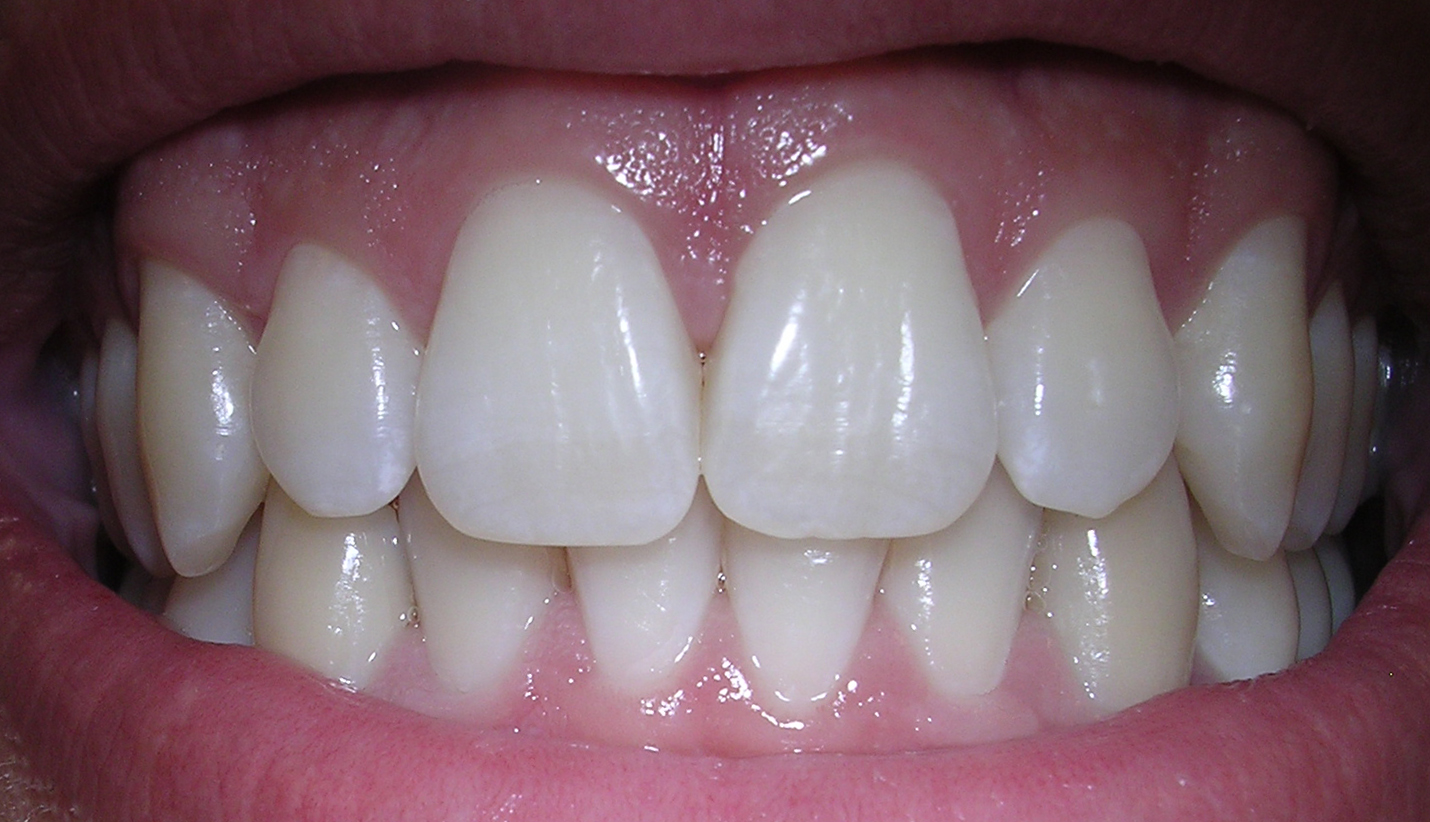
Schneidezähne im menschlichen Gebiss bei einem Erwachsenen

Die Schneidezähne (lateinisch Dentes incisivi, verkürzt nur Incisivi, Singular Dens incisivus zu incidere ‚einschneiden‘) sind die Zähne, die zum Abbeißen der Nahrung benutzt werden. Sie sind relativ scharf und liegen im vorderen Bereich der Kiefer.

## Menschliche Schneidezähne

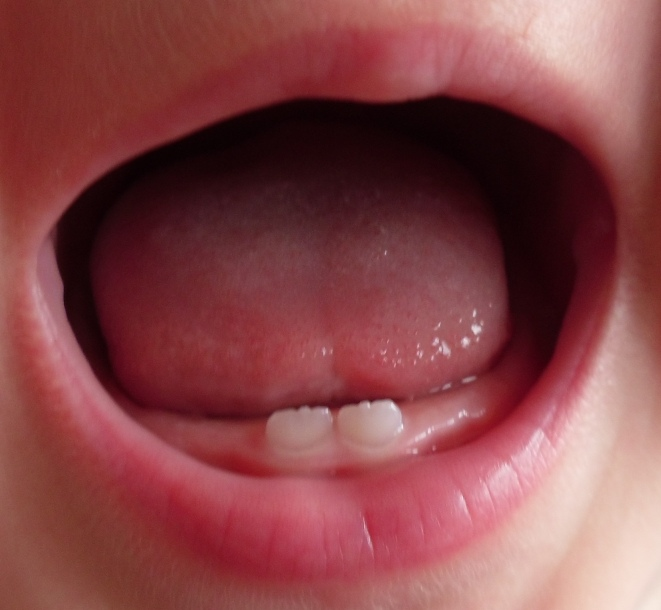
Milchzähne eines Säuglings mit Mamelons an den unteren mittleren Schneidezähnen

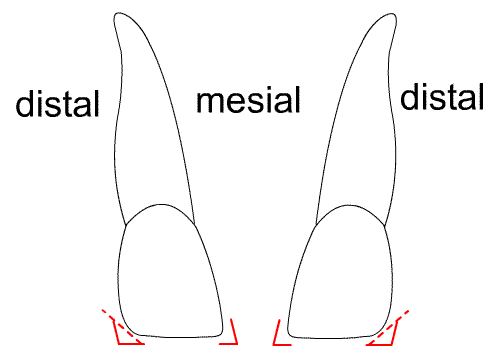
Winkelmerkmal

Beim Menschen befinden sich jeweils zwei mittlere (Zähne 11, 21, 31 und 41) und zwei seitliche Schneidezähne (Zähne 12, 22, 32 und 42) in Ober- und Unterkiefer. Die Schneidezähne gehören zusammen mit den Eckzähnen zu den „Frontzähnen“, mit schaufelförmiger beziehungsweise meisselförmiger Zahnkronenform.

### Schneidekante
Unter einer Schneidekante (Inzisalkante) versteht man das Ende der Schneidezähne, mit denen eine Scherbewegung ausgeführt werden kann. Aus diesem Grund stehen die oberen Schneidezähne weiter ventral (vorne) als die unteren Schneidezähne. Der Zahnschmelz ist im Bereich der Schneidekante durch das Fehlen des unterlegten Dentins ausgeprägt transparent.

### Mamelon
Im Bereich der  Schneidekanten befinden sich nach dem Zahndurchbruch leichte Einziehungen. Sie sind normalerweise bei permanenten erwachsenen Schneidezähnen zu finden, können aber auch bei Milchzähnen auftreten. Mittlere Schneidezähne weisen meist zwei Kerben auf, die auf der Kante drei kleine Höcker ergeben (Mamelon, franz.: Nippel), die beiden seitlichen Schneidezähne zwei Mamelons. Auch an den Eckzähnen kann man vielfach eine einzelne Rille erkennen. Im Laufe der Jahre verschwinden diese Höckerchen bereits im jugendlichen Alter, denn die inzisale Schmelzkante verschleißt durch Abrasion, wodurch eine gerade Schneidekante entsteht. Im Falle eines sogenannten offenen Bisses können die Mamelons auch noch im Erwachsenenalter mangels Abrasion erkennbar sein.

### Kronenanatomie
Die mittleren Schneidezähne weisen meist je einen mesialen und distalen Randwulst, sowie einen zentralen Wulst an der oralen (inneren) Fläche auf. Seitliche Schneidezähne weisen im Normalfall nur die beiden Randwülste auf. Die Frontzähne weisen ein Winkelmerkmal auf. Die Schneidekante geht mesial in einem spitzeren Winkel zur Approximalfläche über  als distal, wobei die distale Kronenecke stärker abgerundet ist als die mesiale Kronenecke.

### Zahnfarbe
Die Zahnfarbe wird maßgeblich durch das Dentin bestimmt, welches durch den relativ farblosen und transparenten Zahnschmelz hindurchschimmert. Die Dicke dieser Schmelzschicht ist für die Schwächung der Intensität der Dentinfarbe verantwortlich. Der Zahn besteht aus Dutzenden von Farbschattierungen.

## Säugetiere

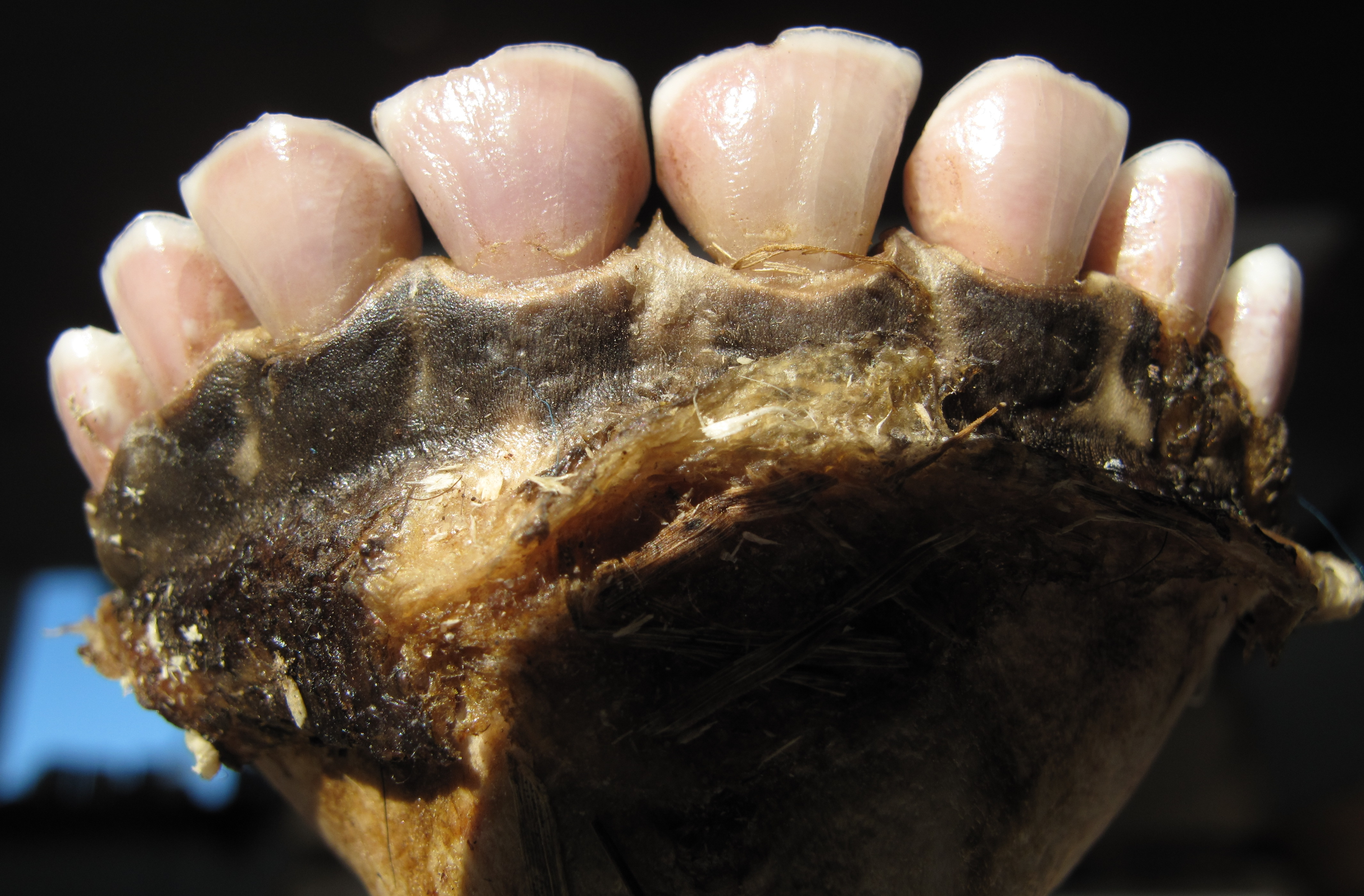
Schneidezähne eines Kalbs

Bei verschiedenen Säugetieren haben die Schneidezähne im Laufe der Evolution Veränderungen erfahren. So bilden die oberen Schneidezähne der Elefanten die Stoßzähne der Tiere. Auch die Nagezähne der Nagetiere sind Schneidezähne. Wiederkäuer haben im Oberkiefer keine Schneidezähne, als Gegenlager für die Schneidezähne des Unterkiefers dient die Dentalplatte. Bei Tierarten mit drei Schneidezähnen pro Kieferhälfte nennt man den innersten Zangenzahn, den mittleren Mittelzahn und den äußeren Eckschneidezahn.
Fast alle Raubtierarten besitzen je sechs kleine Schneidezähne im Ober- und Unterkiefer. Die wenigen Ausnahmen sind der Lippenbär, der in jeder Oberkieferhälfte nur zwei Schneidezähne besitzt, um durch die entstandene Lücke Insekten aufsaugen zu können, und der Seeotter, der im Unterkiefer insgesamt nur vier Schneidezähne trägt.